# Kirchenburg Ostheim

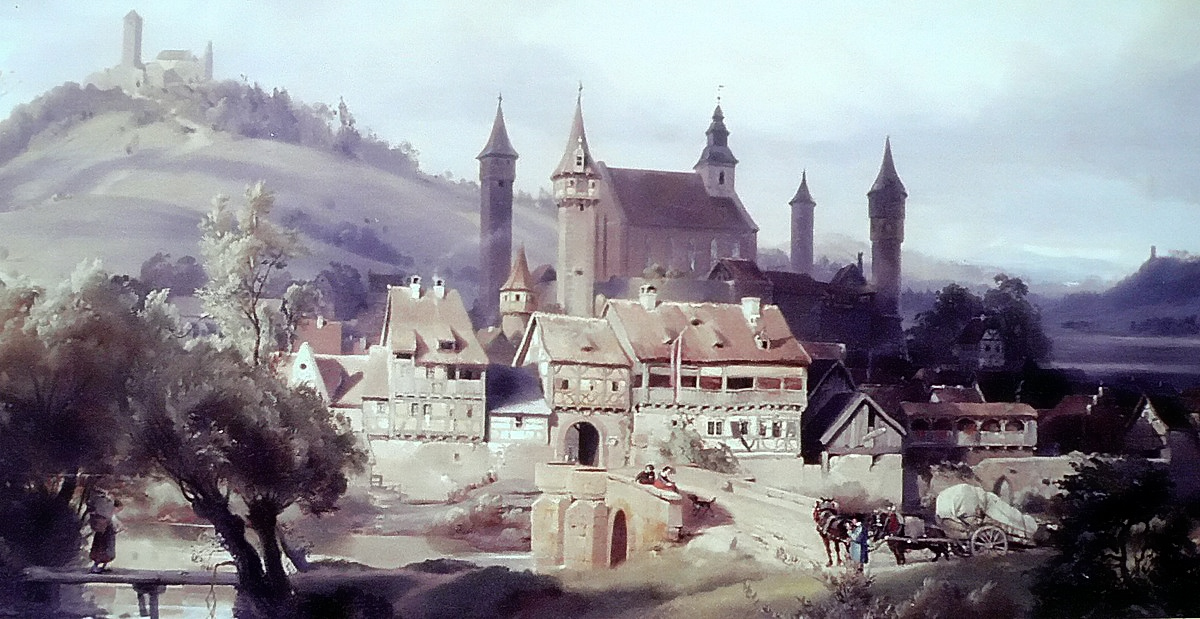
Südansicht der Kirchenburg Ostheim zum Ende des 19. Jahrhunderts – Gemälde von Carl Maria Nicolaus Hummel

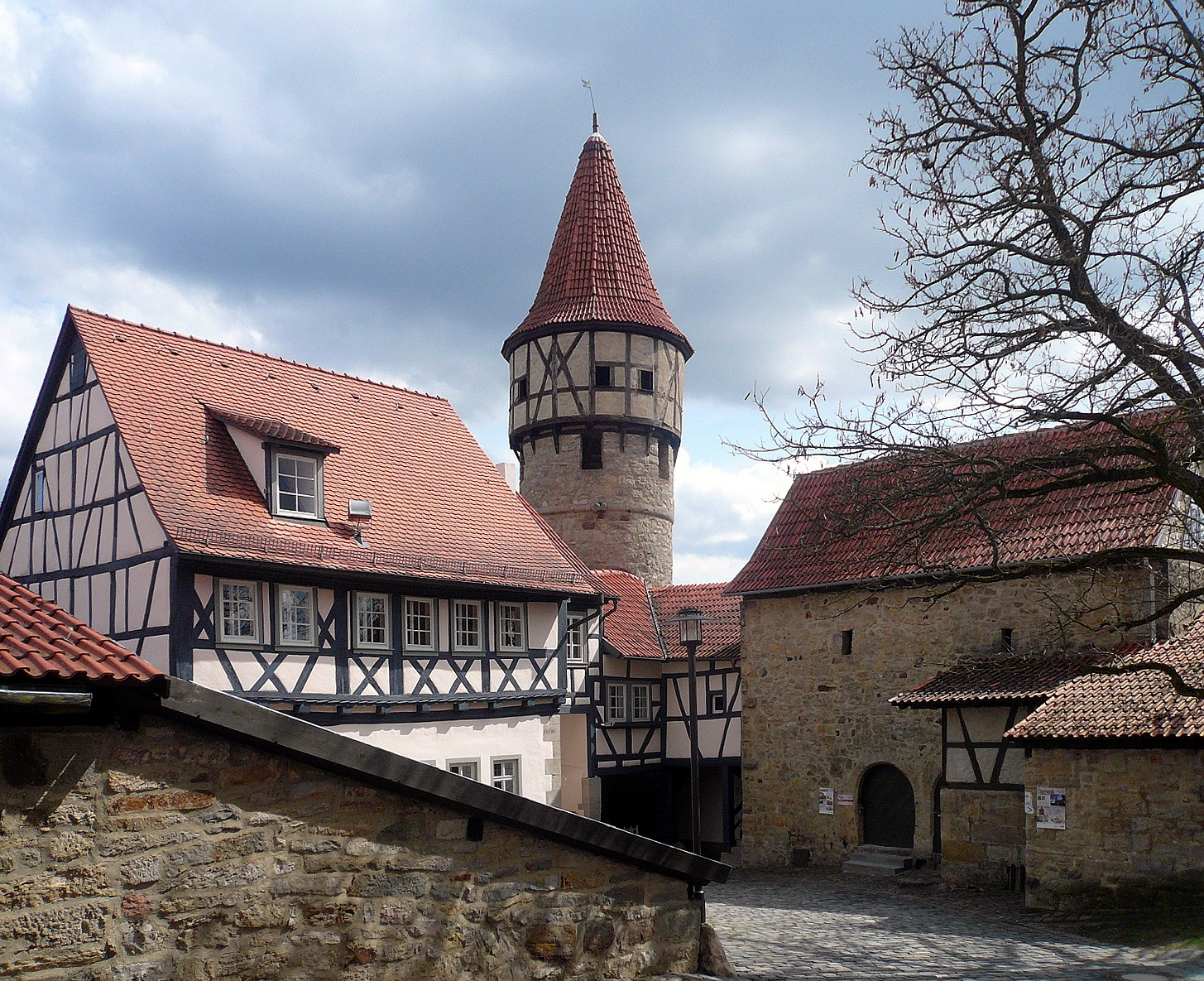
Schulgebäude, Schulglockenturm und Steinerne Gaden

Die Kirchenburg Ostheim ist eine Kirchenburg in der unterfränkischen Stadt Ostheim vor der Rhön im Landkreis Rhön-Grabfeld. Die dortige Stadtkirche St. Michael befindet sich innerhalb einer zwischen 1400 und 1450 entstandenen doppelten Ringmauer mit dazwischenliegendem Zwinger. Die doppelte Ringmauer weist fünf Wehrtürme auf und ist mit sechs Bastionen auf halber Mauerlänge verstärkt. Die im Renaissancestil auf den Fundamenten einer Vorgängerkirche erbaute evangelische Kirche stammt aus den Jahren 1615 bis 1619. Innerhalb der Befestigungsanlage befinden sich 66 Gewölbekeller mit 72 Gaden, die als Schutzbehausung bei kriegerischen Auseinandersetzungen dienten und in denen die Ortsbewohner in Krisenzeiten ihr Hab und Gut sicher aufbewahrten. Sie gilt mit einer Grundfläche von 75 mal 75 Metern als die größte und besterhaltene Kirchenburg in Deutschland. Ein Teil der Gewölbekeller wird von der einheimischen Bevölkerung als Vorratskeller genutzt.

## Lage

Ansicht von Süden, um 1700 – Zeichnung von Christian Junker

Die Kirchenburg befindet sich am nördlichen Ortsrand von Ostheim. Sie steht auf einer Ebene, die leicht nach Süden hin zur Streu, einem rechten Nebenfluss der Fränkischen Saale, geneigt ist. Auf 310 Meter Höhe über Normalnull gelegen überragt sie den Ort um etwa 10 bis 15 Meter. Sie steht im Grenzgebiet zwischen den einstigen Herrschaftsbereichen der Bischöfe von Würzburg im Süden, der Äbte von Fulda im Westen und der Grafen von Henneberg im Norden. Bei kriegerischen Auseinandersetzungen fand die Bevölkerung in der Kirchenburg sicheren Unterschlupf. Sie steht unmittelbar an der schon zur Keltenzeit benutzten Handelsstraße, dem Ortesweg, sowie an der Hohen Straße, der historischen Fernstraße von Fulda nach Bamberg.

## Bedeutung
Die Kirchenburg zählt mit einer Fläche von etwa 0,6 Hektar zu den größten Kirchenburgen in Deutschland. Vergleichbare Anlagen wie etwa die Kirchenburgen in den thüringischen Orten Walldorf und Rohr kommen auf etwa 0,3 bis 0,4 Hektar. Sie ist wie keine zweite Kirchenburg in Deutschland von einer doppelten Ringmauer mit dazwischenliegendem Zwinger und mehreren Türmen und Bastionen umgeben. Die Kirchenburg ist bis auf die Südwestseite erhalten; sämtliche Gewölbekeller und Gaden sind noch begehbar. Die Kirchenburg wurde im Jahre 2003 zum Denkmal von nationaler Bedeutung erklärt.

## Geschichte

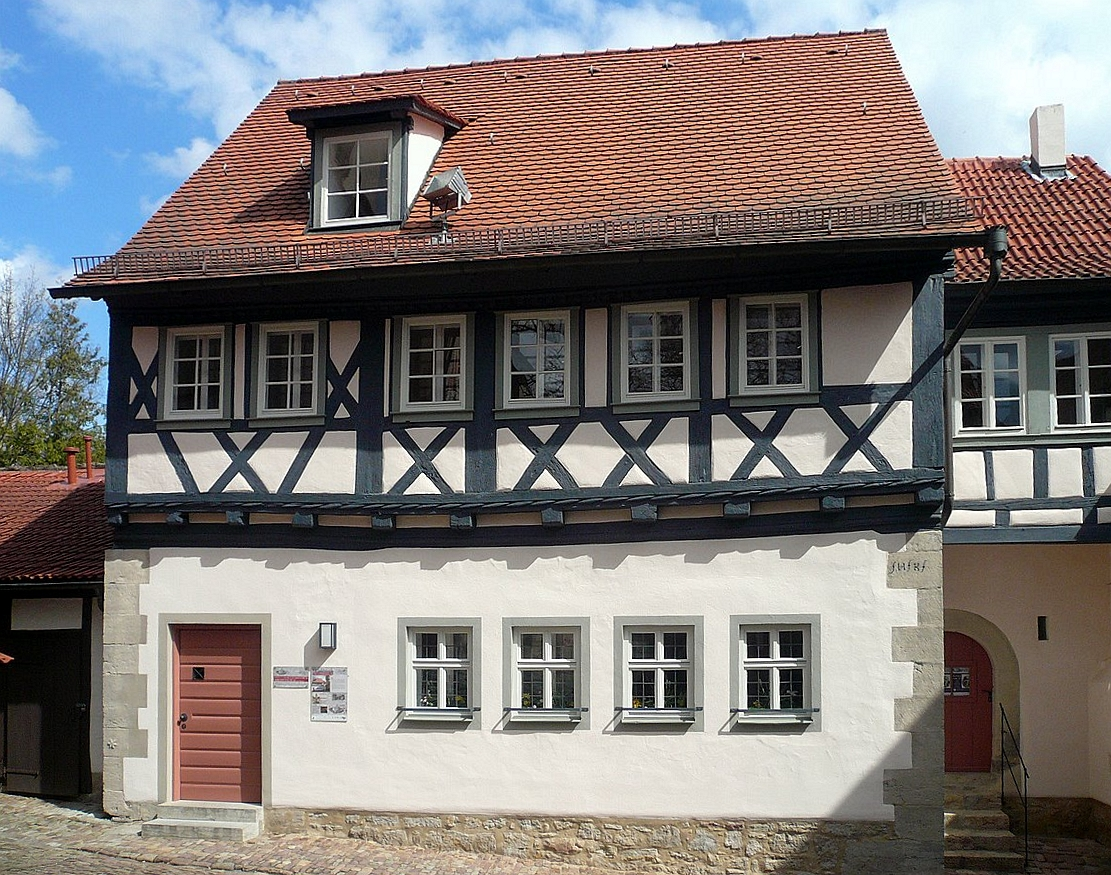
Ehemalige Kirchhofschule

Ostheim mit seiner Kirchenburg und die umliegende Region lagen in einem territorial zersplitterten Gebiet mit häufigen Besitzerwechseln. Von 1409 an gehörten sie zum Erzstift Mainz, 1423 bis 1433 zum Hochstift Würzburg. Im Jahre 1433 übernahmen die Grafen von Henneberg-Römhild das Ostheimer Gebiet, ab 1548 die Grafen von Mansfeld. Ab 1555 regierten dort die Herzöge von Sachsen und ab 1741 die Herzöge von Sachsen-Weimar-Eisenach. 1920 kam Ostheim zum Land Thüringen und 1945 zu Bayern. Seit 1410 ist es kirchlich selbstständig und erhielt im Jahre 1596 das Stadtrecht. Der Adel konnte sich bei kriegerischen Auseinandersetzungen in die zwei Kilometer nördlich gelegene Lichtenburg zurückziehen. Die städtische Bevölkerung an anderen Orten fand hinter einer Stadtmauer Schutz, während die Bewohner von Ostheim den Kriegsgefahren schutzlos gegenüberstanden. Die Ostheimer schützten sich deshalb dadurch, dass sie die Kirche verstärkten und ausbauten. Der Bau der Kirchenburg erfolgte ohne Unterstützung von geistlichen und weltlichen Herren, und auch den späteren Unterhalt übernahmen ausschließlich die Ostheimer Bürger und Bauern.
Die erste Kirche Beatae Mariae Virginis wurde im Jahre 1419 fertiggestellt. Sie befand sich wehrtechnisch an ungünstiger Stelle, da sie von ebenem Gelände umgeben war. Zu ihrem Schutz wurde ab 1417/1418 um den Kirchhof eine erste Mauer errichtet. Bis zum Jahre 1450 entstand eine Wehrmauer mit hohen, schlanken Wehrtürmen an den Eckpunkten. Zur Zeit der Hussiteneinfälle in den 1430er Jahren entstanden zusätzlich ein Zwinger und eine weitere, äußere Mauer. In den Jahren 1579 und 1580 wurde die Anlage wegen der Türkenbedrohung weiter ausgebaut. Es entstand eine vollständige turmbewehrte Außenmauer mit dem dazwischenliegenden Zwinger. An den Türmen der inneren Mauer wurden Maulscharten für Hakenbüchsen angebracht. Die Nordseite wurde durch einen weiteren, mittig liegenden Rundturm verstärkt.

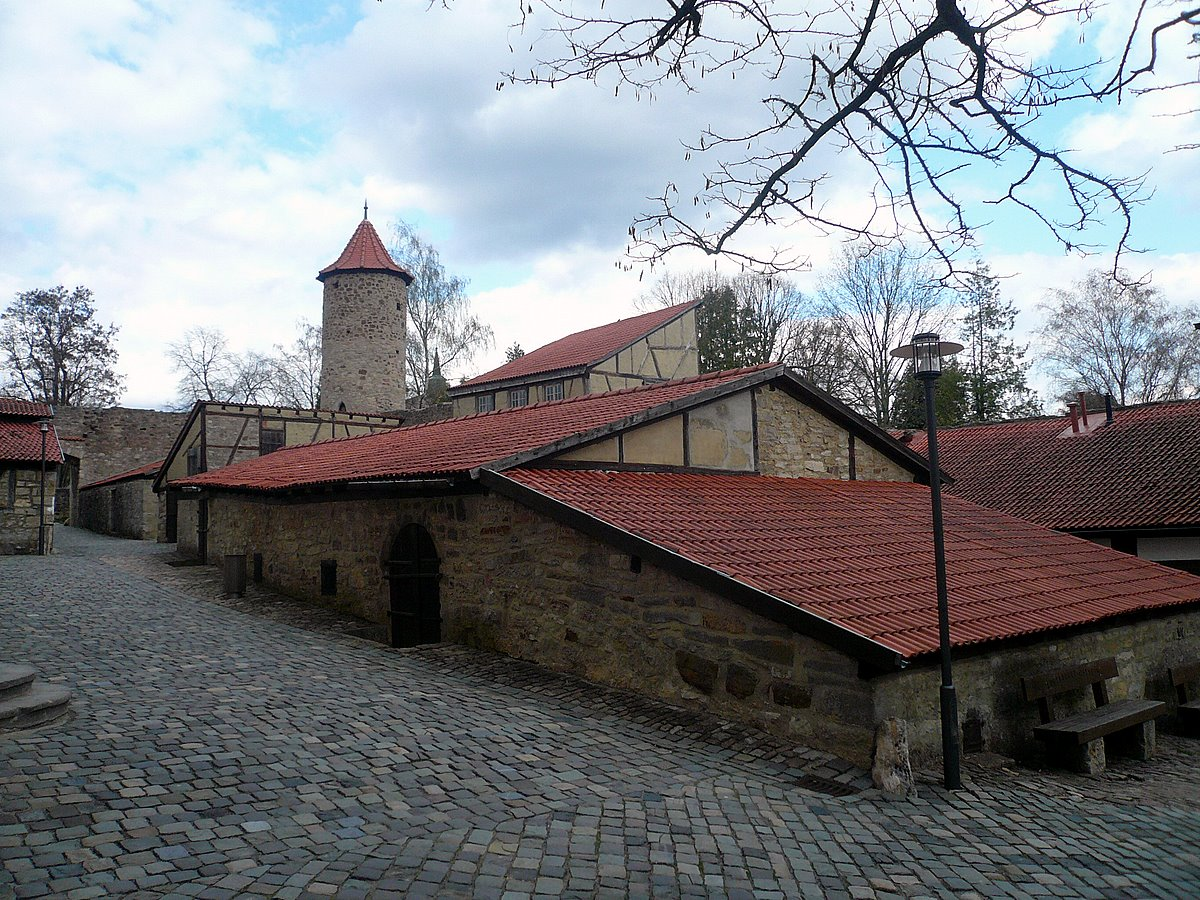
Östliche Gaden und Pulverturm

In den Jahren 1589 bis 1620 wurde an gleicher Stelle eine neue Kirche erbaut, da die bisherige für die Stadtbevölkerung zu klein geworden war. Im Jahre 1634 kam es während des Kroateneinfalls im Dreißigjährigen Krieg zu kriegerischen Auseinandersetzungen. Zehn Bürger verteidigten die Kirchenburg mit Hakenbüchsen, mussten die Burg jedoch übergeben, um ein Abbrennen der Stadt zu vermeiden. Die Kirchenburg wurde geplündert, jedoch nicht zerstört.

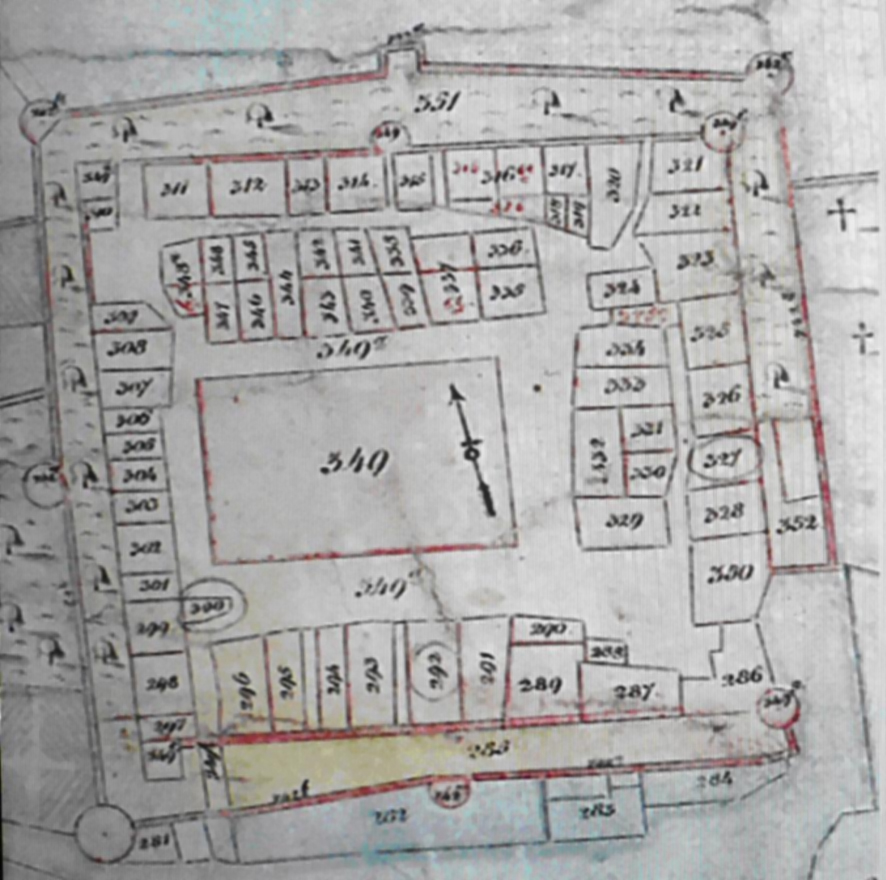
Katasterplan von 1830/31

Innerhalb der Befestigungsmauern befinden sich Speicherhäuser (Gaden) mit darunterliegenden Gewölbekellern mit überwiegend bogenförmigen Türen, die teilweise mit Jahreszahlen versehen sind. Dadurch lassen sich einzelne Gaden auf die Jahre 1547, 1575, 1576, 1855 und 1864 datieren. Durch den Anschluss der Gaden an die Außenseite der inneren Mauer entstand ein zusätzlicher umlaufender Schutzwall. Die meisten Gaden bestehen aus gemauerten Kellern mit Tonnengewölben und darüberliegenden, hüttenartigen Aufbauten. Die Erdgeschosse sind größtenteils aus Bruchstein gemauert, die Obergeschosse bestehen aus Fachwerk. In den Gaden wurden Rüben, Obst, Most, ab etwa 1780 Kartoffeln, teilweise auch Wertsachen aufbewahrt. Da die Gaden im Laufe der Zeit zahlreiche Um- und Ausbauten erfuhren, haben die Firste ungleiche Höhen und die Dächer sind unterschiedlich eingedeckt. Im Rahmen von Bausanierungen und der Bauerhaltung wurden die Gaden teilweise vereinheitlicht.
Da im Laufe des 19. Jahrhunderts die Kirchenburg ihre wehrtechnische Bedeutung verloren hatte, wurde sie nicht mehr weiter ausgebaut, sondern nur noch renoviert. Im 19. Jahrhundert wurde in beide Mauerzüge im Norden der Kirche ein Durchbruch als weitere Zugangsmöglichkeit geschaffen. Beim großen Stadtbrand im Jahre 1878 wurde auch die Kirchenburg beschädigt. In den Jahren 1935 und 1936 wurden die hölzernen Turmstuben der Ecktürme erneuert. Kirchenrenovierungen wurden in den Jahren 1960 und 1961 durchgeführt. Dabei wurde das Deckengemälde farblich rekonstruiert; die Wandfresken an der Süd- und Westseite wurden freigelegt. An der Ostseite wurden zwei kleine, übereinander liegende Emporen entfernt und der Anstrich der Brüstungen der anderen Emporen erneuert.
Nach dem Erwerb der Gaden durch die Stadt Ostheim wurde die Kirchenburg 1982 umfassend saniert. Weitere gründliche Renovierungen der Kirchenburg und der Kirche wurden in den Jahren 2002 und 2003 vorgenommen. Im Sommer 2008 wurde das Museum Lebendige Kirchenburg gegenüber dem Eingangstor eröffnet. Es zeigt auf drei Stockwerken die Geschichte der Ostheimer Kirchenburg und weiterer Kirchenburgen im fränkischen und thüringischen Raum.

## Beschreibung
| 1. Kirche 2. Kirchhof 3. Hauptmauer 4. Schulglockenturm 5. Waagglockenturm 6. Achtlöchriger Turm 7. Pulverturm 8. Schalenturm 9. Tor | 10. Modernes Tor 11. Nebentor 12. Zwinger 13. Zwingerturm 14. Schule 15. Steingaden 16. Gaden 17. Friedhof 18. abgebrochene Bauteile |

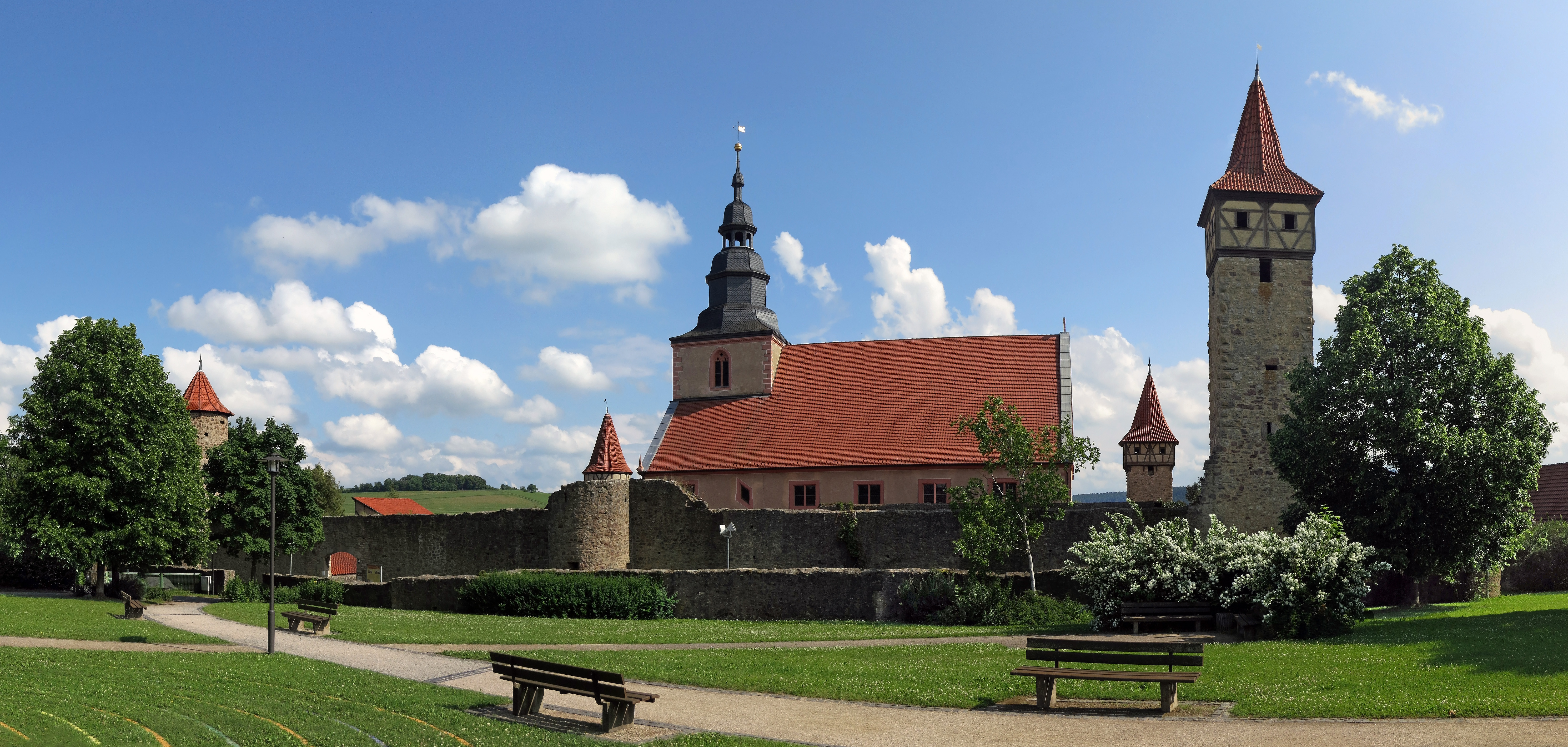
Kirchenburg, Nordansicht

Grundriss der Kirchenburg

Die Kirchenburg ist von zwei Mauerringen umgeben und hat einen rechteckigen Grundriss. Die innere Fläche misst 60 mal 60 Meter und ist von einer sechs bis acht Meter hohen Mauer umschlossen. An jedem Eckpunkt des Mauerringes befindet sich ein etwa 25 Meter hoher Eckturm. Die beiden Osttürme sind rund, die beiden Westtürme haben einen rechteckigen Grundriss. Die Türme sind jeweils 66 Meter voneinander entfernt. In der Mitte der nördlichen Begrenzungsmauer befindet sich eine Rundbastion als Verstärkung. Um die innere Mauer verläuft ein 7,5 Meter breiter Zwinger. Die äußere Mauer ist fünf Meter hoch, besitzt turmartige Eckbastionen und jeweils eine weitere Bastion auf den Längsseiten. Nicht mehr erhalten ist eine runde Bastion an der Ostseite der Außenmauer. An der südwestlichen Ecke befindet sich ein fünfter Wehrturm. Ein sechster Wehrturm am südöstlichen Eckpunkt der äußeren Mauer ist ebenfalls nicht erhalten geblieben. Fundamente dieses Turmes wurden bei Bauarbeiten im Jahre 1911 gefunden. Auch der an den Turm anschließende Teil der Ostmauer wurde abgebrochen.
Im Zwinger befanden sich Wehrgänge, die nur noch an der Südseite erhalten sind. Die Wehrmauern aus Bruchsteinen sind stellenweise verputzt. Zur Bauzeit der Kirchenburg wurde mit Bogen und Armbrust gekämpft, deshalb wurden senkrechte Schlitzscharten für die Armbrustschützen angebracht. Waagrechte Maulscharten dienten in späterer Zeit dem Gebrauch von Handfeuerwaffen. Der militärische Nutzen der Anlage trat jedoch immer mehr in den Hintergrund.
An die Außenmauern stoßen die teilweise noch erhaltenen Stadtbefestigungsmauern an. Zugänglich war die Kirchenburg an der Südostecke durch ein rundbogiges Eingangstor mit einem Fallgatter. Davor lag ein Befestigungsgraben, der die gesamte Anlage umschloss. In späteren Jahren wurde der Graben verfüllt und durch die nördlichen Mauerteile ein weiterer Zugang von außen gebrochen.
Die Gaden der Kirchenburg stehen überwiegend dicht an der Innenseite des inneren Mauergürtels, im nördlichen und östlichen Teil stehen sie auch frei. Sie haben ein bis zwei Stockwerke und sind durch teilweise schmale Gassen und über mehrere Treppen erreichbar. Südlich der Kirchenburg befinden sich teilweise gewölbte, teilweise in den Felsen gehauene Keller, die bis unter den südlichen Zwinger reichen. Bei bevorstehenden Angriffen zogen sich die Bewohner von Ostheim mit ihren wichtigsten Habseligkeiten und Vorräten und einem Teil des Nutzviehs in die Kirchenburg zurück, wo sie vorübergehend Schutz fanden. Die Keller und Gaden nahmen Menschen, Vieh und Vorräte auf. In Friedenszeiten dienten sie der Vorratshaltung, wobei meistens jeweils eine Gade mit Keller im Besitz einer Familie war. Teilweise teilten sich auch mehrere Familien eine Gadenanlage. In den Kellern blieben im Sommer und Winter die Temperaturen beinahe konstant. Dadurch hielten sich eingelagerte Waren lange frisch. Nach der Ernte wurden Getreide, Heu, Most, Rüben oder Wein eingelagert. Wein und Früchte kamen in die dunklen, gleichmäßig temperierten Keller, Heu und Getreide in die Obergeschosse.
Inmitten der Kirchenburganlage steht die Stadtpfarrkirche. Neben dem Torhaus befindet sich die ehemalige Kirchhofschule, die heute ein Naturkundemuseum beherbergt. Das Eingangstor der Kirchenburg befindet sich in der Nähe des südöstlichen Eckpunktes an der Ostmauer innerhalb der Ostheimer Stadtmauer. Das rundbogige Tor ist noch im Originalzustand erhalten. Es trägt auf einem eisenbeschlagenen Torflügel, in dem zusätzlich eine kleine Türöffnung für den Personenverkehr eingebaut ist, die Jahreszahl 1622. Hakensteine dienten einem aufziehbaren Fallgatter. Die Kirchhofschule war im 16. Jahrhundert eine Lateinschule, später eine Mädchenschule. Die Wohnung des Lehrers befand sich im Fachwerkgeschoss. Urkundlich belegt ist, dass das Gebäude seit Mitte des 16. Jahrhunderts als Ostheimer Schule genutzt wurde. Im 19. Jahrhundert wurde das Gebäude mehrmals umgebaut. Um das Jahr 1980 wurde das Gebäude zum letzten Mal umgebaut und grundlegend saniert. Heute werden dort wechselnde Ausstellungen gezeigt. Der Steingaden wurde in den Jahren 1466 und 1467 an die Wehrmauer angebaut und ist ein Teil der weitläufigen Gaden und Kelleranlagen innerhalb der Befestigung. Das aus Bruchsteinen errichtete Gebäude besitzt zwei Rundbogenportale und mehrere Schlitzfenster und wurde in den Jahren 1560 und 1664 umgebaut.

### Kirche

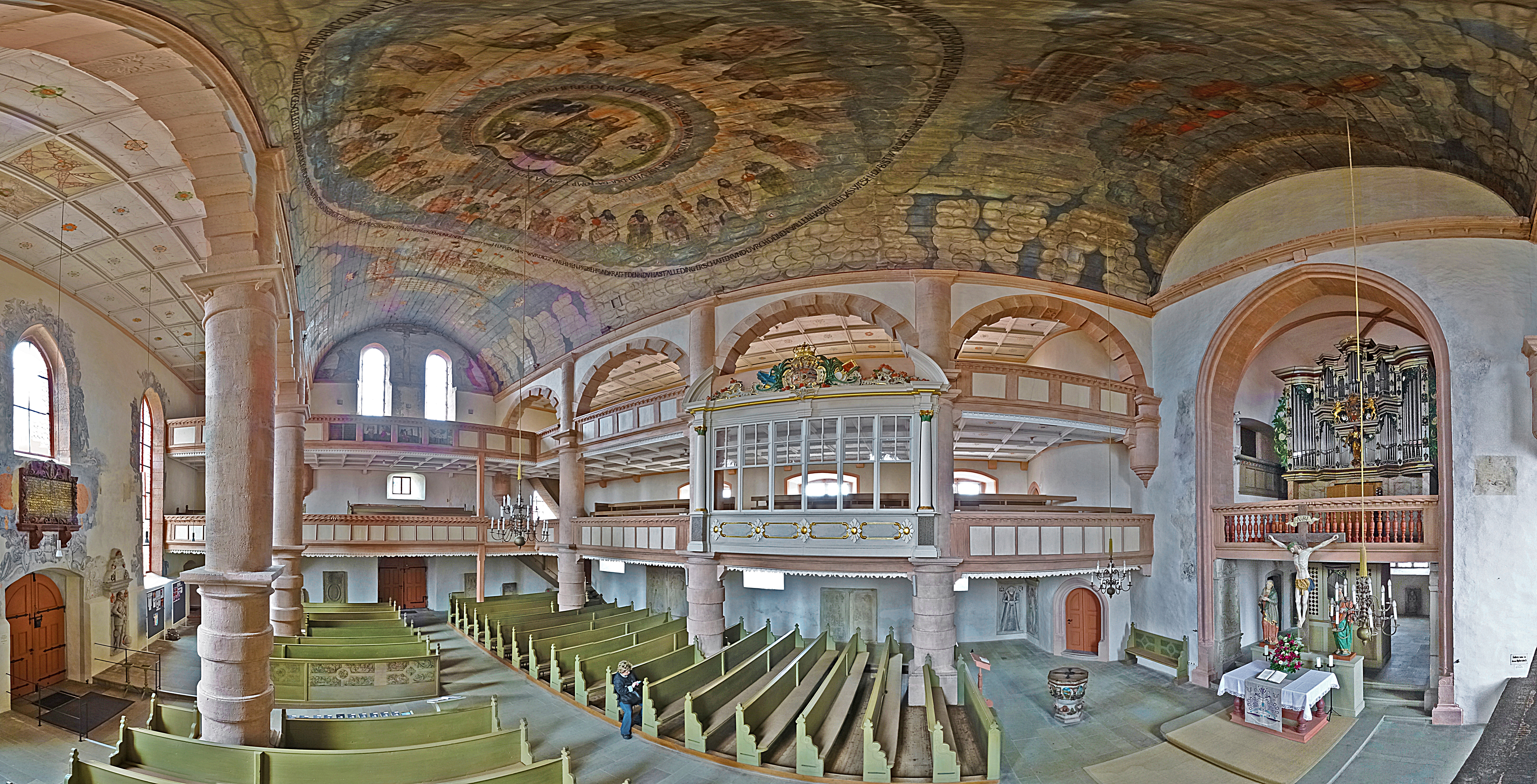
Innenraum-Panorama

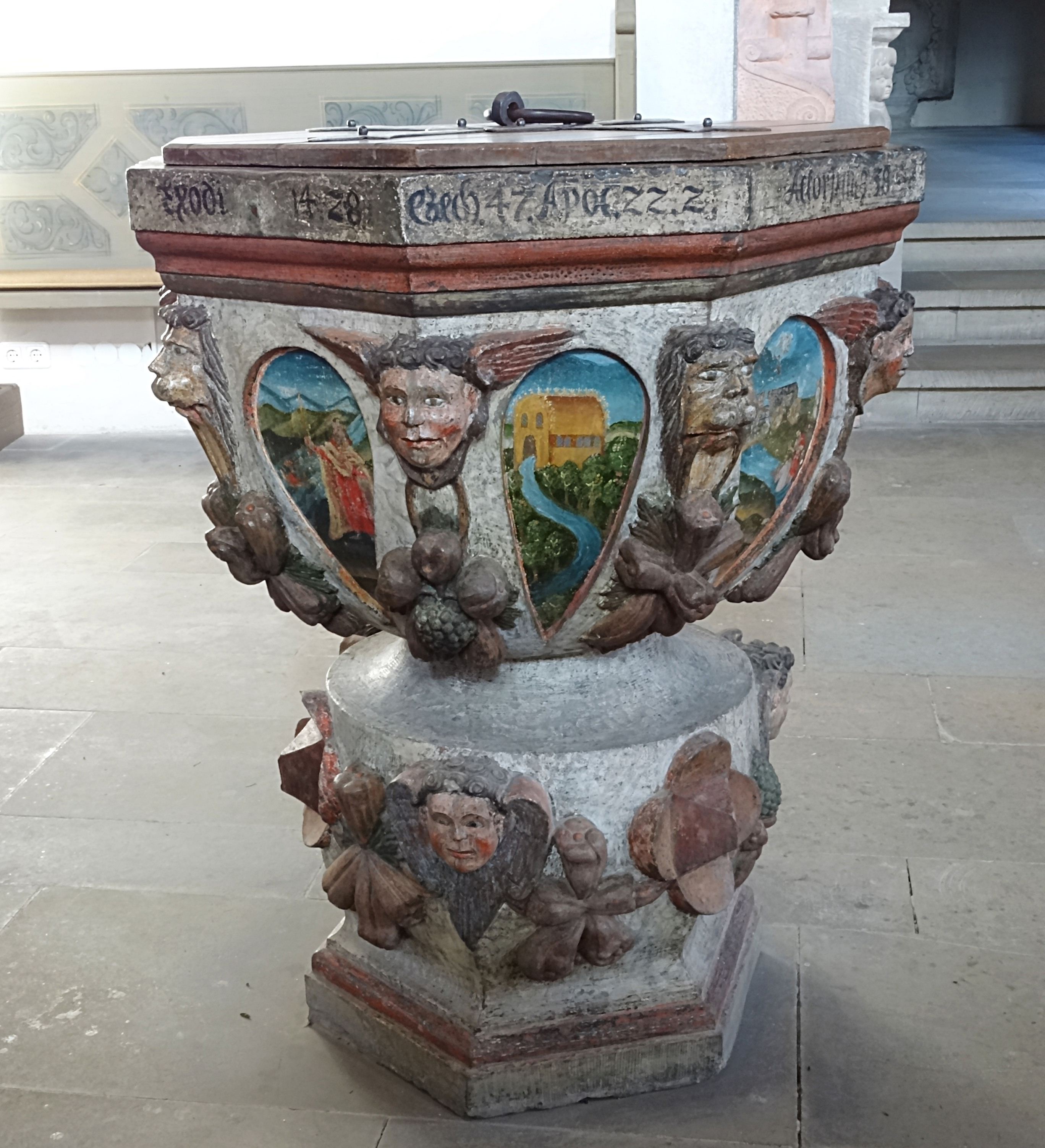
Taufstein von Hans Grüler

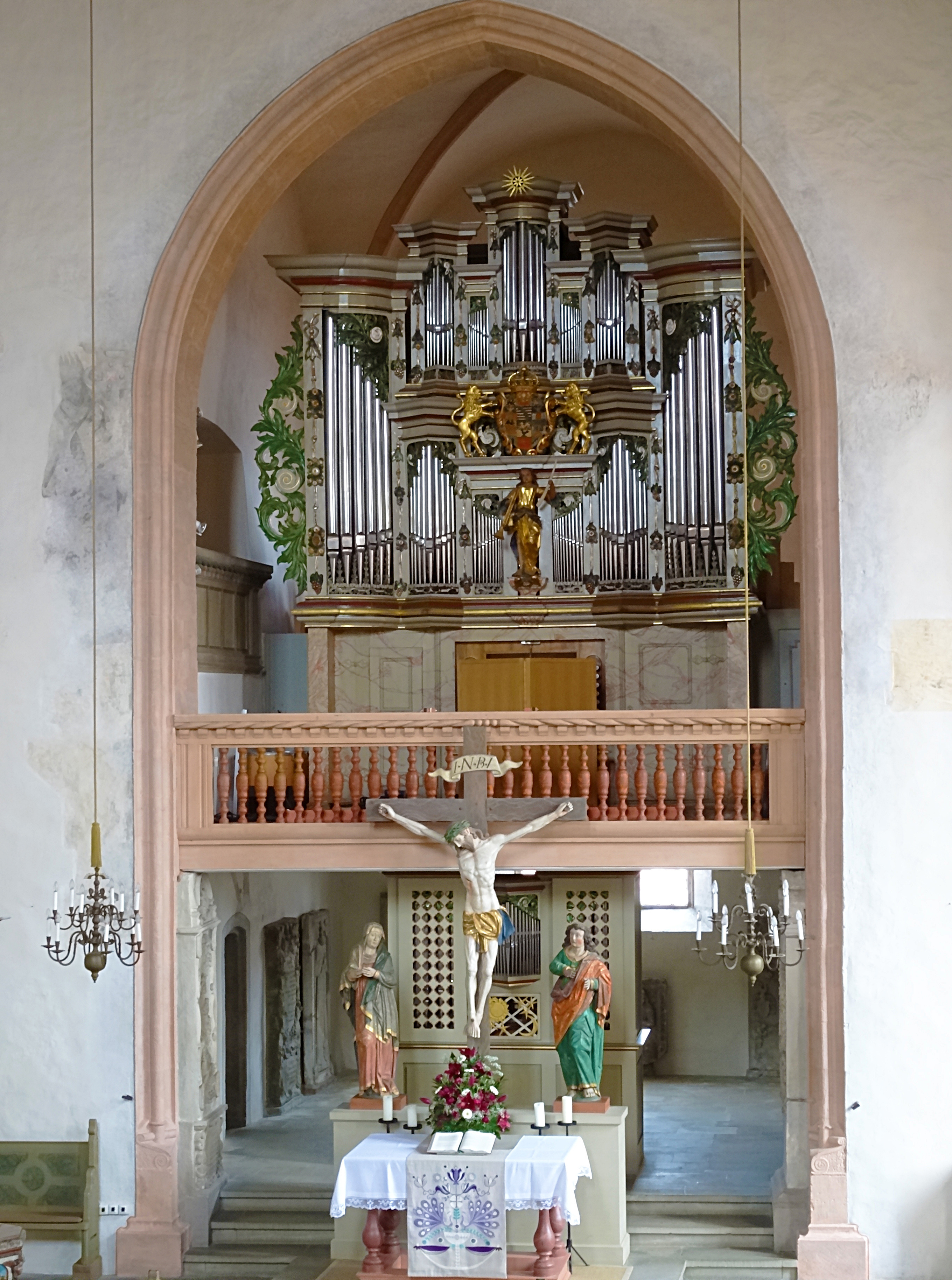
Chor mit Altar und Orgel von 1738

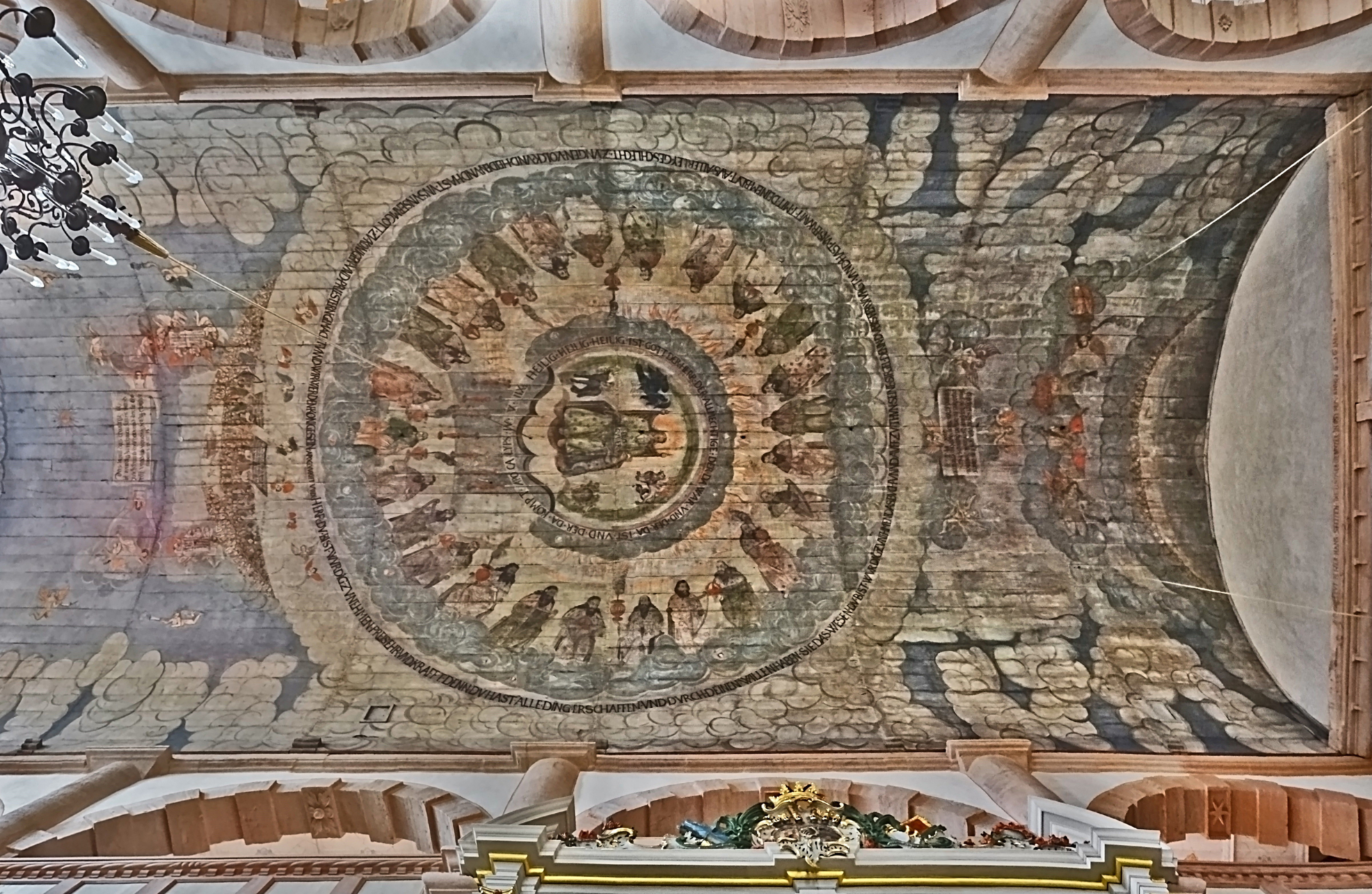
Deckenbild von Nicolaus Storant

Die alte Kirche aus dem 15. Jahrhundert, die 1589 im Osten, Westen und Norden ummauert worden war, wurde im Jahre 1615 bis auf den Turm abgerissen. An der gleichen Stelle wurde 1615 bis 1620 die jetzige Kirche erbaut. Sie zählt zu den frühesten evangelischen Stadtkirchen in Mitteldeutschland. Der Turm auf der Ostseite, der dem Kirchenschiff aufsitzt, wurde in den Jahren 1579 und 1580 gebaut und ersetzte an gleicher Stelle einen Vorgänger mit hölzernem Aufsatz. Der Turm trägt eine der frühesten welschen Hauben der Region, besitzt spitzbogige Fenster und überragt die Befestigungstürme. Zwei Quader an der Südostecke des Turmgeschosses tragen die Jahreszahl 1579 und die Namen des von 1575 bis 1591 amtierenden Pfarrers Johann Schultheiß und des Schultheißen Conrad Zinn. Beide sind auf der Südfassade der Kirche im Profil einander zugewandt abgebildet.
Der rechteckige Bau besitzt ein Satteldach über drei Schiffe. Die Außenwände der Kirche waren anfangs regelmäßig gequadert verputzt. Im Inneren wurde die Westempore mehrmals umgebaut und im Jahre 1975 nach historischem Vorbild erneuert. Im Jahre 1695 wurden größere Restaurierungsarbeiten durchgeführt. 1738 erhielt die Kirche neue Fenster; die Emporen wurden weiß gestrichen. Nach dem Stadtbrand von 1878 wurde die Kirche im Jahre 1881 umfassend renoviert und letztmals 2002 und 2003 in größerem Umfang restauriert.
Das große Tonnengewölbe aus Holz wurde im Jahre 1619 von Nicolaus Storant aus Meiningen mit einem Deckenbild, direkt auf das Holz gemalt, ausgestattet. Es zeigt den himmlischen Thron Gottes, wie er in der Offenbarung, Kapitel 4 und 5 beschrieben ist. Ebenfalls aus dem Jahre 1619 stammt ein steinerner Opferstock von Hans Markert. Auf der nördlichen Längsseite und auf der hinteren Seite befinden sich zwei übereinander liegende, auf die Kanzel mit den vier Evangelisten ausgerichtete bestuhlte Emporen. Der Kirchenraum verfügt einschließlich der Emporen über 1000 Sitzplätze. Der Haupteingang der Kirche an der Südseite aus dem Jahre 1616 ist prunkvoll im Renaissance-Stil gehalten. Das Ostportal, ebenfalls im Renaissance-Stil mit einem Obelisken, stammt aus dem Jahre 1615. An der Südwand sind um die Fenster herum christliche Szenen in Graumalerei angeordnet, die Gottes Liebe, Treue und Fürsorge, Kain und Abel, David sowie Goliat zeigen. An den Wänden sind Grabsteine angebracht, die in den Jahren 1961 bis 1975 neu angeordnet wurden. In der Gruft unter dem Chor ist ein Freiherr von Stein beigesetzt.
Im Dreißigjährigen Krieg wurden die älteren Glocken der Kirche umgeschmolzen. Wandernde Lothringer Glockengießer gossen im Jahre 1645 zwei Glocken für die Stadtkirche, wobei eine mit dem Stadtwappen und die andere mit den Namen der beiden Geistlichen Ostheims und des Stifters versehen wurden. Im Jahre 1714 zersprang die große Glocke und wurde von Mattheus Ulrich neu gegossen. Er arbeitete die Namen des regierenden Herzogs von Sachsen sowie von Beamten und Geistlichen ein.

### Orgel

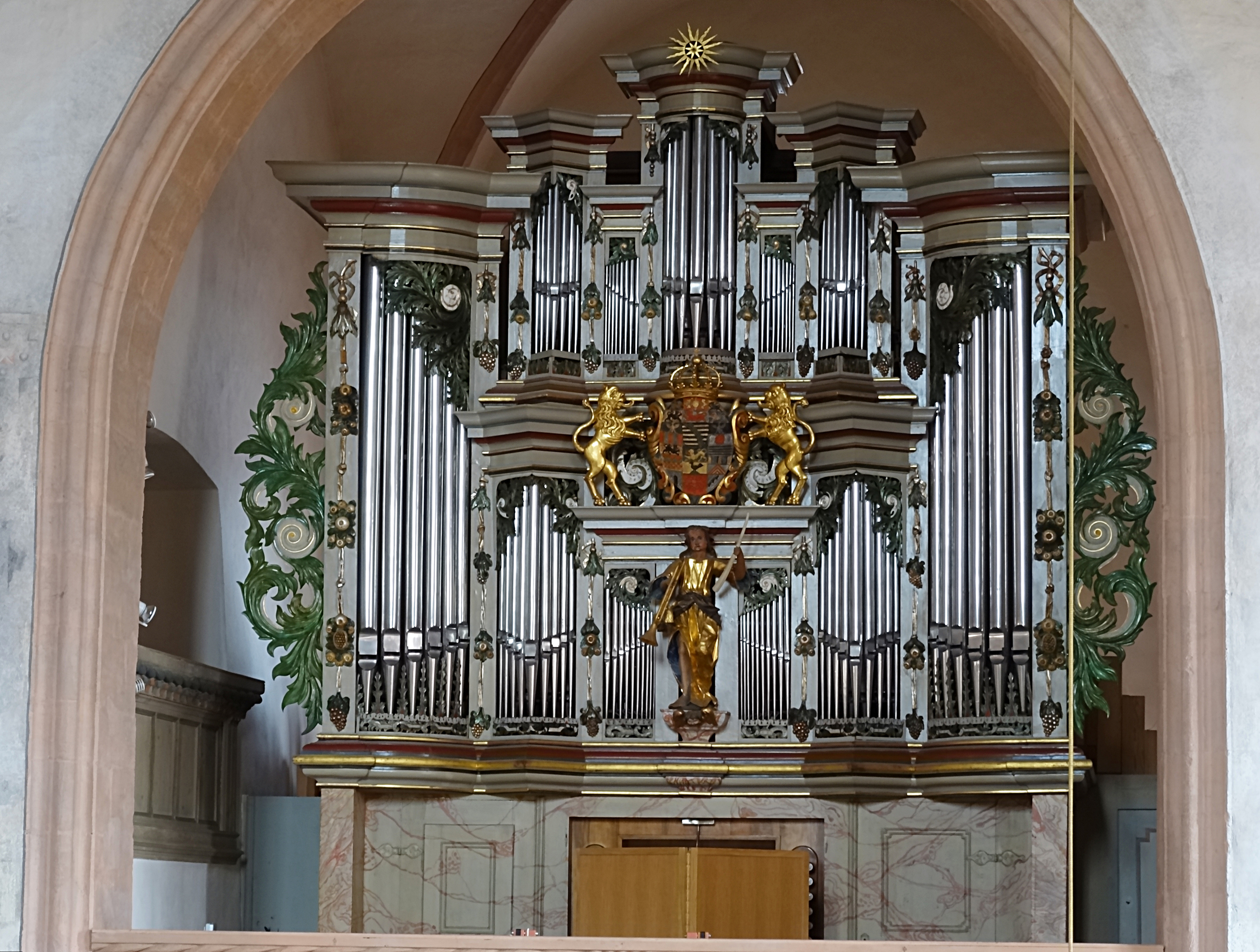
Orgel von Johann Ernst Döring

Die Orgel im Chorraum stammt von Johann Ernst Döring aus dem Jahre 1738. Sie stand von 1894 bis 1975 auf der erweiterten Westempore. Bei der Zurückverlegung in den Chorraum im Jahre 1975 wurden am Gehäuse zwei seitlich angebrachte Turmaufbauten von 1894 entfernt. Die Orgel hat zwei Manuale und Pedal mit insgesamt 37 Register. Das Gehäuse wurde mit der früheren Farbgebung neu gefasst und vergoldet. Renoviert wurde das Orgelwerk im Rahmen der Zurückverlegung durch Orgelbaumeister Otto Hoffmann und Söhne. In der Mitte ist das herzoglich sächsische Wappen mit zwei vergoldeten Löwen als Wappenhalter und darüber der Zimbelstern angebracht. Darunter steht ein Posaunenengel mit beweglichen Armen, der bei der Renovierung neu vergoldet wurde. Neu geschnitzt wurden auch die beiden großen Blattranken-Einfassungen. Eine Besonderheit ist, dass bei Betätigung des Registers Trompete 8’ im Hauptwerk ein Mechanismus in Gang gesetzt wird, durch den die Engelsfigur unterhalb des Wappenschildes die Trompete an den Mund setzt. Von der Orgel aus ist auch die Chororgel spielbar.
| I Hauptwerk C,D–c3 |        |
| Quintatön          | 16′    |
| Principal          | 8′     |
| Gedackt            | 8′     |
| Gemshorn           | 8′     |
| Viola da Gamba     | 8′     |
| Octave             | 4′     |
| Flauto dolce       | 4′     |
| Quinte             | 3′     |
| Terz               | 3 1⁄5′ |
| Flageolet          | 2′     |
| Mixtur IV          | 2′     |
| Cymbel III         | 1′     |
| Trompete           | 8′     |

| II Positiv C,D–c3 |    |
| Praestant         | 8′ |
| Quintatön         | 8′ |
| Flauto traverso   | 8′ |
| Salicional        | 8′ |
| Principal         | 4′ |
| Spitzflöte        | 4′ |
| Kleingedackt      | 4′ |
| Octave            | 2′ |
| Mixtur III        | 1′ |
| Dulcian           | 8′ |

| Pedal C,D–d1 |       |
| Principalbaß | 16′   |
| Subbaß       | 16′   |
| Quinte       | 12′   |
| Octavbaß     | 8′    |
| Gedacktbaß   | 8′    |
| Octavbaß     | 4′    |
| Mixtur V     | 2 ⁄3′ |
| Posaunenbaß  | 16′   |

### Türme

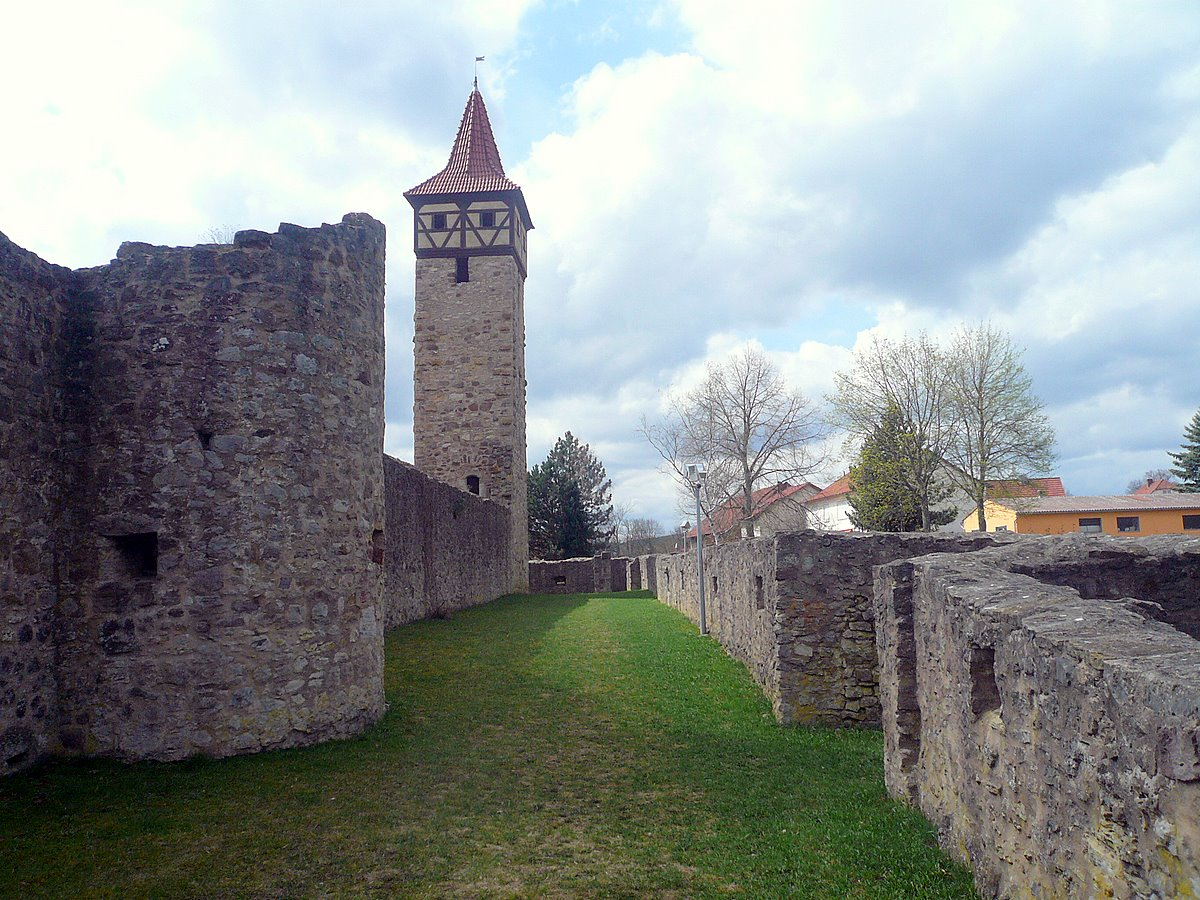
Achtlöchriger Turm und nördlicher Zwinger

An der inneren Umfassungsmauer stehen vier Türme. Der runde Schulglockenturm an der Südostecke mit einem Hocheingang im zweiten Stockwerk umfasst fünf Stockwerke. Aufgrund seiner Lage am ehemals einzigen Zugang kam ihm eine größere Bedeutung zu. Er wurde in zwei Bauphasen errichtet. Der Turmschaft stammt aus den Jahren 1417 und 1418. Die obere Turmstube und das Dachgeschoss wurden nach 1426 errichtet. Im Turm befand sich früher die Schulglocke, von der er den Namen hat. Er hat eine Höhe von 26 Metern und mit über fünf Metern den größten Durchmesser aller Türme der Burg.
Der Achtlöchrige Turm am Nordwesteck hat seinen Namen von den acht Fenstern im Fachwerkobergeschoss. Er ist 22 Meter hoch und hat sechs Stockwerke, von denen die fünf unteren massiv aus Bruchsteinen gemauert sind. In den Stockwerken, die über eine Leiter zugänglich sind, befindet sich jeweils ein Raum. Die unteren Geschosse mit nahezu quadratischem Grundriss wurden in den Jahren 1417 und 1418 errichtet. Die Turmstube wurde nach einer Inschrift im Jahre 1666 fertig gestellt. 1935 wurden die Fachwerkwände erneuert.

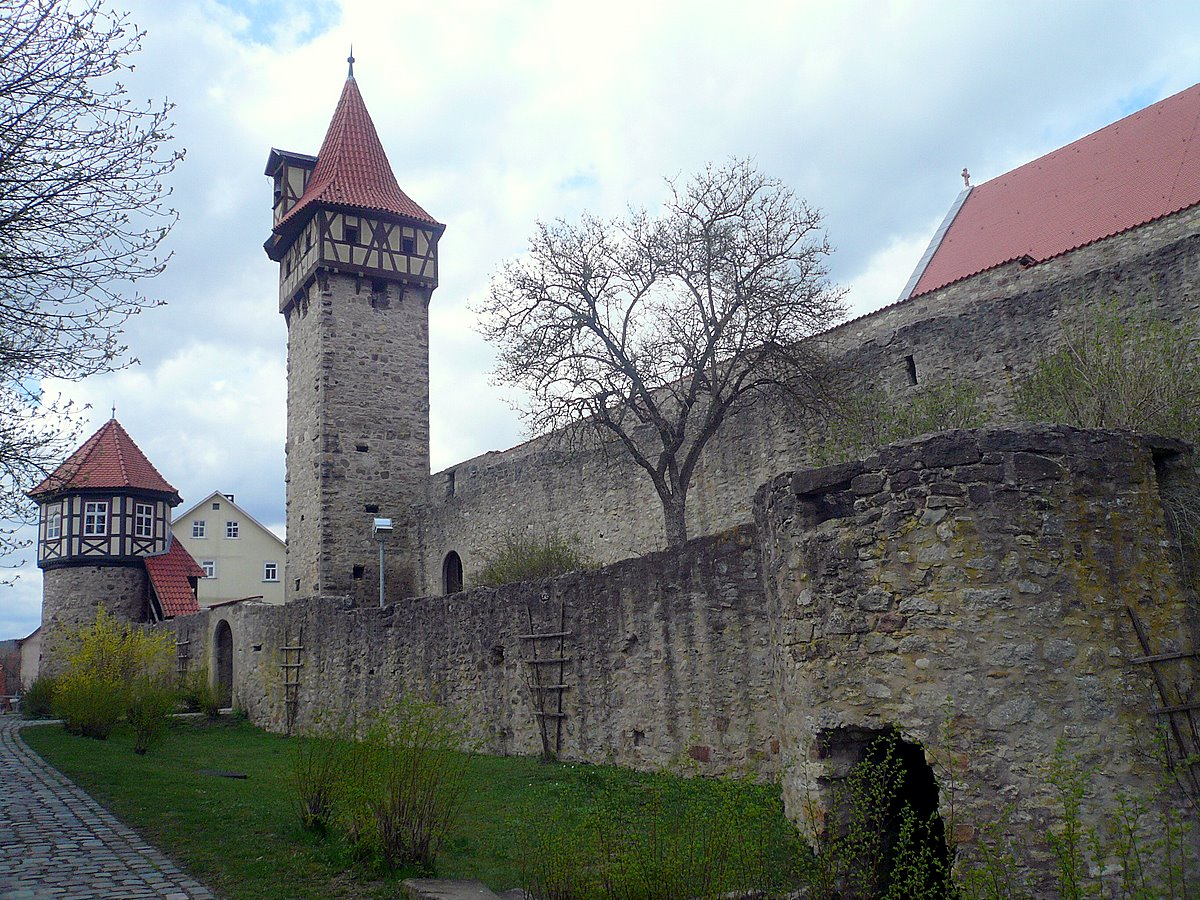
Waagglockenturm mit südlichen Mauerteilen

Der Waagglockenturm mit rechteckigem Grundriss und Buckelquadern an den Ecken steht an der Südwestecke. Die Außenmaße des Turmes betragen etwa 4,5 mal 4,8 Meter. Die unteren fünf Stockwerke sind aus Bruchstein gemauert, das obere Drittel besteht aus Fachwerk. Das Fachwerkobergeschoss besitzt einen Glockenerker, das Dach ist achteckig. Das Baujahr des Turmes ist nicht bekannt. Der Turmhelm und die Turmstube stammen aus der Zeit nach 1436. Im Turm befand sich früher die Stadtwaage, von der sich der Name ableitet. Aus dem Jahre 1618 ist bekannt, dass der Turm eine Uhr trug. Mittels eines eisernen Uhrwerks wurde die Glocke stündlich angeschlagen und die Zeit auf einem großen Zifferblatt angezeigt. Die Glocke, die in einer 1739 erneuerten Luke hängt, diente auch als Feuerglocke und als Signalzeichen, dass die Stadtwaage benutzt werden durfte. Deswegen hieß der Turm früher auch Schlagturm. Der Waagglockenturm ist mit 26,5 Metern und sechs Geschossen der höchste der Kirchenburg. Er kann als Aussichtsturm bestiegen werden.
Der runde Pulverturm an der Nordostecke hat eine Höhe von 16,5 und einen Durchmesser von etwa 4,5 Metern. Der massive Turm ist in die innere östliche und nördliche Zwingermauer eingebunden und über einen Wehrgang zugänglich. Auffällig ist die unterschiedliche Mauerstruktur aus Bruchsteinen über drei Stockwerke. Als Pulverturm wurde er bereits im Jahre 1642 in einer Stadtrechnung bezeichnet. Einen Nachweis, dass er als Lagerort für Schießpulver diente, gibt es allerdings nicht. Das Baujahr ist nicht bekannt. Der Turm soll nach den Beschädigungen im Dreißigjährigen Krieg im Jahre 1664 neu errichtet worden sein.
Der runde Wächterturm, auch Zwingerturm genannt, steht in der Nähe des Waagglockenturms am südwestlichen Eckpunkt der Außenmauer. Er ist der einzige erhaltene Turm an der äußeren Umfassungsmauer und besitzt ein nachträglich aufgesetztes Fachwerkobergeschoss sowie ein achteckiges Zeltdach. Der Turm hat drei Stockwerke und ist unterkellert. Seine Höhe beträgt 11,75 Meter. Der Zugang geschieht über eine Holztreppe im Obergeschoss. Innen führt eine weitere Treppe zum zweiten Obergeschoss mit zwei kleinen Räumen und einem größeren, die als Schlaf- und Wohnräume dienten. Dort wohnte vom 17. bis zum 19. Jahrhundert der Feuer- und Nachtwächter. Der Turm wurde im 20. Jahrhundert zeitweise Kißlingsturm nach einem darin wohnenden Mann namens Kißling benannt.